# Jean-Clair Todibo
Jean-Clair Todibo, né le 30 décembre 1999 à Cayenne en Guyane, est un footballeur international français qui évolue au poste de défenseur central à West Ham United.
Il est sélectionné en équipe de France depuis 2023.

## Biographie

### En club

#### Débuts professionnels au Toulouse FC (2016-2019)
Jean-Clair Todibo est né à Cayenne en Guyane. Il appartient à une fratrie de six enfants. À l'âge de trois ans en 2003, il déménage avec sa famille dans la banlieue parisienne à Bagnolet. Pour éviter les mauvaises fréquentations, sa mère demande à son grand frère Loïc de veiller sur lui. Son père est entraîneur de football au Red Star.
Jean-Clair Todibo est formé au FC Les Lilas, en Seine-Saint-Denis. À l'âge de neuf ans il est renversé par une voiture et il est grièvement blessé à la jambe gauche. Son avenir dans le football est incertain mais il parvient à remonter la pente, fréquentant durant une année l'académie de Bernard Diomède. Il rejoint le Toulouse FC en 2016 après avoir effectué des essais à Manchester United, à Nottingham Forest ou encore au Havre AC. En parallèle, il arrête l'école, ne passe pas le bac et se met à fond dans le football. Évoluant au départ en qualité de milieu défensif (il avait pour modele Andrea Pirlo), il est replacé en défenseur central et il est présenté comme le « nouveau Raphaël Varane ».
Le 19 août 2018, il fait ses débuts professionnels, à l'âge de 18 ans, lors de la réception des Girondins de Bordeaux (2-1). Deux semaines plus tard, pour son troisième match, il est expulsé face à l’En avant Guingamp après avoir reçu deux cartons jaunes à neuf minutes d'intervalle. Il inscrit son premier but le 30 septembre lors d'un déplacement au Stade rennais (1-1), permettant ainsi à son équipe d'égaliser à la 87e minute.
Ses performances attirent vite la convoitise de grands clubs européens comme la Juventus Turin, l'Inter Milan ou le FC Barcelone. Le Toulouse FC essaie alors de lui faire signer son premier contrat professionnel avec « une proposition salariale sans précédent » mais Todibo ne parvient pas à se mettre d'accord avec son club. Il est alors écarté du groupe début novembre.

#### FC Barcelone (2019-2021)
Suite à un bras de fer entre le club et le joueur et le contrat de Todibo arrivant à son terme en juin, le club le laisse partir dès l'hivers.
Le 31 janvier 2019, Todibo rejoint le FC Barcelone où il signe un contrat jusqu'en 2023. Le montant du transfert est d'un million d'euros plus deux en variables tandis que sa clause de départ est de 150 millions d'euros. 
Il fait ses débuts avec le maillot blaugrana le 6 mars 2019 lors d'un match non officiel de la Supercoupe de Catalogne, perdue un but à zéro face au Gérone FC. Il débute officiellement le 13 avril 2019 face à Huesca lors de la 32e journée de championnat.

##### Prêt au Schalke 04 (2020)
Le 15 janvier 2020, Todibo est prêté à Schalke 04.
De retour de son prêt lors de l'été 2020, Jean-Clair Todibo sollicite en septembre 2020 une réunion avec les dirigeants du FC Barcelone. Alors qu'il lui est signifié qu'il sera intégré dans la rotation avec Gerard Piqué et Clément Lenglet, Todibo réclame plus de temps de jeu et demande à être placé sur la liste des transferts. Les dirigeants du Barça fixent son prix à 25 millions d'euros ou envisagent un prêt alors que plusieurs clubs sont intéressés, particulièrement en Angleterre.

##### Prêt au Benfica (2020-2021)
Le 5 octobre 2020, Todibo est prêté pour une saison au Benfica Lisbonne.

#### OGC Nice (2021-2025)
Le 1er février 2021, Todibo est prêté avec option d'achat jusqu'à la fin de la saison 2021 à l'OGC Nice. Le 27 juin de cette année, Nice valide l'option d'achat et paie 8,5 M€ (+7 M€ en variables) au FC Barcelone. Todibo change de numéro le 17 juillet 2023, passant du numéro 25 au numéro 6. Le joueur français s’impose rapidement comme un pilier de la défense niçoise, formant un duo solide avec Dante. Sous la direction de Christophe Galtier, Nice réalise une saison remarquable et Todibo se distingue par sa régularité et sa puissance dans les duels. Il contribue également à faire de Nice la  meilleure défense du championnat, n’encaissant que 36 buts en 38 journées. En septembre 2022, Todibo reçoit le carton rouge le plus rapide en Ligue 1 depuis qu'Opta analyse la compétition, en 2006-2007,,,.
La saison suivante, Todibo continue sur sa lancée, en gagnant des responsabilités sur le terrain. Grâce à lui Nice possède encore une fois une défense solide, n’encaissant que 37 buts en 38 matchs. Tobibo est un acteur clef dans cette réussite. Ses statistiques en termes de duels gagnés et d’interceptions sont parmi les meilleures de Ligue 1 pour un défenseur central. Cette saison lui permet de se faire remarquer pour son potentiel en équipe de France, où il est convoqué pour des matchs de qualification et des rencontres amicales.
Todibo commence la saison 2023-2024 sous les ordres d’un nouvel entraîneur, Francesco Farioli, avec une approche encore plus ambitieuse en termes de possession de balle et de construction de jeu depuis l'arrière. Todibo continue d’impressionner par sa polyvalence et son leadership. Son rôle dans la défense niçoise est encore plus crucial, et il forme maintenant avec Dante un duo reconnu en Europe. Il est perçu comme l’un des meilleurs jeunes défenseurs en Ligue 1, suscitant l'intérêt de clubs européens, surtout en Premier League.

#### Prêt puis transfert à West Ham United (2024-)
Pour la saison 2024-2025, il est envoyé sous forme de prêt d’un an avec option d’achat obligatoire en Premier League dans le club londonien de West Ham United. Il prend part à vingt-neuf rencontres.
Il est définitivement transféré à West Ham le 1er juillet 2025 pour 42 millions d'euros auxquels s'ajoute un pourcentage pour l'OGC Nice lors d'une éventuelle future revente.

### En sélection

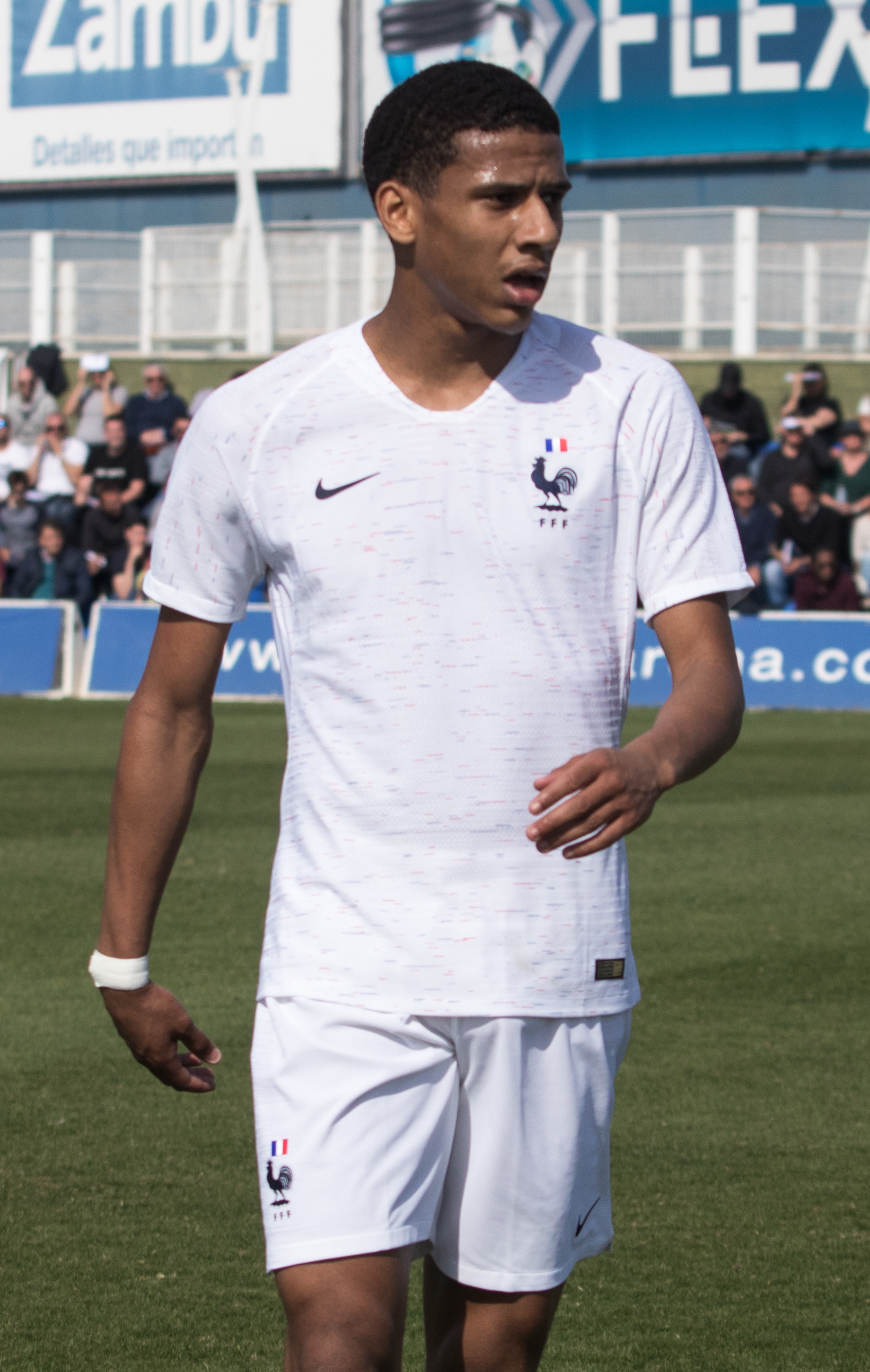
Todibo avec l'équipe de France des moins de 20 ans en 2019.

Non sélectionné au départ, Jean-Clair Todibo est appelé par Bernard Diomède pour participer à la Coupe du monde des moins de 20 ans 2019 avec l'équipe de France pour remplacer William Saliba forfait.
En mars 2023, il est appelé pour la première fois en Équipe de France par le sélectionneur Didier Deschamps pour remplacer Wesley Fofana, forfait, mais n'entre pas en jeu. 
Il est de nouveau convoqué en septembre 2023, cette fois pour remplacer Ibrahima Konaté, blessé, et connaît sa première sélection, en étant titulaire contre l'Allemagne lors d'une défaite deux buts à un. Appelé en octobre sans jouer, il est titulaire pour sa seconde sélection le 18 novembre lors d'une victoire record quatorze buts à zéro contre Gibraltar.

## Statistiques
| Saison                | Club                   | Championnat           | Championnat | Championnat | Championnat | Coupe nationale | Coupe nationale | Coupe nationale | Coupe de la Ligue | Coupe de la Ligue | Coupe de la Ligue | Supercoupe | Supercoupe | Supercoupe | Compétition(s) continentale(s) | Compétition(s) continentale(s) | Compétition(s) continentale(s) | Compétition(s) continentale(s) | Total | Total | Total |
| Saison                | Club                   | Division              | M.          | B.          | P.d.        | M.              | B.              | P.d.            | M.                | B.                | P.d.              | M.         | B.         | P.d.       | Comp.                          | M.                             | B.                             | P.d.                           | M.    | B.    | P.d.  |
| 2018-2019             | Toulouse FC            | Ligue 1               | 10          | 1           | 0           | -               | -               | -               | -                 | -                 | -                 | -          | -          | -          | -                              | -                              | -                              | -                              | 10    | 1     | 0     |
| 2018-2019             | FC Barcelone           | Liga                  | 2           | 0           | 0           | -               | -               | -               | -                 | -                 | -                 | -          | -          | -          | C1                             | -                              | -                              | -                              | 2     | 0     | 0     |
| 2019-2020             | FC Barcelone           | Liga                  | 2           | 0           | 0           | -               | -               | -               | -                 | -                 | -                 | -          | -          | -          | C1                             | 1                              | 0                              | 0                              | 3     | 0     | 0     |
| Sous-total            | Sous-total             | Sous-total            | 4           | 0           | 0           | -               | -               | -               | -                 | -                 | -                 | -          | -          | -          | -                              | 1                              | 0                              | 0                              | 5     | 0     | 0     |
| 2019-2020             | FC Schalke 04 (prêt)   | Bundesliga            | 8           | 0           | 0           | 2               | 0               | 0               | -                 | -                 | -                 | -          | -          | -          | -                              | -                              | -                              | -                              | 10    | 0     | 0     |
| 2020-2021             | SL Benfica (prêt)      | Liga NOS              | 0           | 0           | 0           | 1               | 0               | 0               | 1                 | 0                 | 0                 | -          | -          | -          | -                              | -                              | -                              | -                              | 2     | 0     | 0     |
| 2020-2021             | OGC Nice (prêt)        | Ligue 1               | 15          | 1           | 0           | 2               | 0               | 0               | -                 | -                 | -                 | -          | -          | -          | -                              | -                              | -                              | -                              | 17    | 1     | 0     |
| 2021-2022             | OGC Nice               | Ligue 1               | 36          | 1           | 0           | 4               | 0               | 0               | -                 | -                 | -                 | -          | -          | -          | -                              | -                              | -                              | -                              | 40    | 1     | 0     |
| 2022-2023             | OGC Nice               | Ligue 1               | 34          | 0           | 0           | 1               | 0               | 0               | -                 | -                 | -                 | -          | -          | -          | C4                             | 11                             | 0                              | 0                              | 46    | 0     | 0     |
| 2023-2024             | OGC Nice               | Ligue 1               | 30          | 0           | 1           | 3               | 0               | 1               | -                 | -                 | -                 | -          | -          | -          | -                              | -                              | -                              | -                              | 33    | 0     | 2     |
| Sous-total            | Sous-total             | Sous-total            | 115         | 2           | 1           | 10              | 0               | 1               | 0                 | 0                 | 0                 | -          | -          | -          | -                              | 11                             | 0                              | 0                              | 136   | 2     | 2     |
| 2024-2025             | West Ham United (prêt) | Premier League        | 27          | 0           | 0           | -               | -               | -               | 2                 | 0                 | 0                 | -          | -          | -          | -                              | -                              | -                              | -                              | 29    | 0     | 0     |
| 2025-2026             | West Ham United        | Premier League        | 1           | 0           | 0           | -               | -               | -               | -                 | -                 | -                 | -          | -          | -          | -                              | -                              | -                              | -                              | 1     | 0     | 0     |
| Sous-total            | Sous-total             | Sous-total            | 28          | 0           | 0           | -               | -               | -               | 2                 | 0                 | 0                 | -          | -          | -          | -                              | -                              | -                              | -                              | 30    | 0     | 0     |
| Total sur la carrière | Total sur la carrière  | Total sur la carrière | 166         | 3           | 1           | 13              | 0               | 1               | 3                 | 0                 | 0                 | 0          | 0          | 0          | -                              | 12                             | 0                              | 0                              | 194   | 3     | 2     |

### En sélection nationale
| Saison                | Sélection             | Phases finales        | Phases finales | Phases finales | Éliminatoires | Éliminatoires | Ligue des nations | Ligue des nations | Matchs amicaux | Matchs amicaux | Total | Total |
| Saison                | Sélection             | Compétition           | M              | B              | M             | B             | M                 | B                 | M              | B              | M     | B     |
| --------------------- | --------------------- | --------------------- | -------------- | -------------- | ------------- | ------------- | ----------------- | ----------------- | -------------- | -------------- | ----- | ----- |
| 2023-2024             | France                | -                     | -              | -              | 1             | 0             | -                 | -                 | 1              | 0              | 2     | 0     |
| Total sur la carrière | Total sur la carrière | Total sur la carrière | -              | -              | 1             | 0             | -                 | -                 | 1              | 0              | 2     | 0     |

### Liste des matchs internationaux
| Matchs internationaux de Jean-Clair Todibo | Matchs internationaux de Jean-Clair Todibo | Matchs internationaux de Jean-Clair Todibo | Matchs internationaux de Jean-Clair Todibo | Matchs internationaux de Jean-Clair Todibo | Matchs internationaux de Jean-Clair Todibo | Matchs internationaux de Jean-Clair Todibo |
|                                            | Date                                       | Lieu                                       | Adversaire                                 | Résultat                                   | Compétition                                | Notes                                      |
| ------------------------------------------ | ------------------------------------------ | ------------------------------------------ | ------------------------------------------ | ------------------------------------------ | ------------------------------------------ | ------------------------------------------ |
| 1.                                         | 12 septembre 2023                          | Signal Iduna Park, Dortmund, Allemagne     | Allemagne                                  | 2 - 1                                      | Match amical                               | Titulaire.                                 |
| 2.                                         | 18 novembre 2023                           | Allianz Riviera, Nice, France              | Gibraltar                                  | 14 - 0                                     | Éliminatoires de l'Euro 2024               | Titulaire.                                 |

## Palmarès

### En club
Avec le FC Barcelone, Jean-Clair Todibo est champion d'Espagne en 2019 puis vice-champion en 2020. 
Avec l'OGC Nice, il, est finaliste de la Coupe de France en 2022.
| FC Barcelone (1)                                                   | OGC Nice                             |
| ------------------------------------------------------------------ | ------------------------------------ |
| - Championnat d'Espagne : - Champion : 2019 - Vice-champion : 2020 | - Coupe de France - Finaliste : 2022 |

## Vie personnelle
De religion musulmane, Jean-Clair Todibo effectue le jeûne du Ramadan. À ce sujet, il affirme avoir subi des pressions de la part de son entraîneur à l'OGC Nice, Christophe Galtier, pour ne pas le pratiquer.